# إميليا نيلسون غاريب
إميليا نيلسون غاريب (من مواليد 21 أبريل 2003) هي لاعبة غطس سويدية شاركت في حدث القفز للسيدات في بطولة العالم للألعاب المائية 2019. وحلت المركز الرابع عشر في الدور التمهيدي. في حدث الانطلاق 3 أمتار للسيدات، احتلت المركز 47 في الجولة التمهيدية. وفي عام 2021، فاز نيلسون جاريب بميداليتين ذهبيتين في البطولة الوطنية السويدية. في عام 2021، حصلت على المركز الخامس في البطولات الأوروبية، كما فازت بميداليتين ذهبيتين في بطولة أوروبا للسباحة للناشئين.

## روابط خارجية
إميليا نيلسون غاريب في موقع الاتحاد الدولي للسباحة